# Državna cesta D23
D23 je državna cesta u Hrvatskoj. Ukupna duljina iznosi 103,9 km.